# Хайнрих фон Волденберг
Хайнрих фон Волденберг (на немски: Heinrich von Woldenberg-Wöltingerode Bischof von Hildesheim; * пр. 1267; † 13 юли 1318, Авиньон) е 34. епископ на Хилдесхайм (1310 – 1318).

## Произход и управление
Той е син на Буркард II фон Вьолтингероде-Волденберг († 1272/1273) и съпругата му фон Арнщайн-Барби, дъщеря на Валтер IV фон Арнщайн († сл. 1259) и Луитгард фон Кверфурт-Магдебург († 1263). Внук е на граф Херман I фон Волденберг-Харцбург († 1243/1244) и София фон Еверщайн († сл. 1272), дъщеря на граф Албрехт IV фон Еверщайн († 1214) и Агнес Баварска фон Вителсбах († сл. 1219). Сестра му Мехтилд фон Волденберг († 3 ноември 1316) е абатиса на Гандерсхайм (1308 – 1314).
Хайнрих фон Волденберг е домхер в Хилдесхайм (1280), провост в Оелсбург (1300 – 1302), домхер в Халберщат (1301– 1305), катедрален дякон в Хилдесхайм (1303).
Той е катедрален декан и е избран през 1310 г. за епископ на Хилдесхайм. Хайнрих построява замък Щоуервалд при Хилдесхайм и през 1314 г. купува Бокенем. Той реставрира замък Хунесрюк при Дасел.
През 1318 г. Хайнрих пътува до Авиньон и умира там в двора на папа Йоан XXII. Погребан е в манастир „Св. Клара“ в Авиньон. Неговият племенник Ото II фон Волденберг е избран с пълно мнозинство от катедралния капител за негов наследник.